# Ocqueville
Ocqueville är en kommun i departementet Seine-Maritime i regionen Normandie i norra Frankrike. Kommunen ligger i kantonen Cany-Barville som tillhör arrondissementet Dieppe. År 2022 hade Ocqueville 445 invånare.

## Befolkningsutveckling
Antalet invånare i kommunen Ocqueville
| Referens: INSEE |